# Ибрагимов, Бузай Магомедович
Бузай Магомедович Ибрагимов (род. 10 июня 1956, Урахи) — советский борец вольного стиля. Заслуженный мастер спорта СССР. Двукратный чемпион Европы. двукратный чемпион и многократный призёр Чемпионата СССР, обладатель Кубка Мира, двукратный Чемпион РСФСР, шестикратный чемпион Дагестанской АССР и Северного Кавказа по вольной борьбе. 
В прошлом Депутат Народного Собрания Республики Дагестан II и III созыва. 

## Биография
Родился 10 июня 1959 г. в с. Урахи Сергокалинского района Дагестанской АССР, РСФСР, СССР в семье рабочих. По национальности — даргинец. 
Отец, Магомед Ибрагимов - заведующий ОТФ Совхоза им. Гамида Далгата в с. Урахи. Кавалер ордена Трудового Красного Знамени. Умер в 1982 году.
С 1972 года он тренируется в ДСО "Урожай" и в ДСО "Динамо" под руководством Олимпийского чемпиона, Заслуженного мастера спорта и тренера СССР Загалава Абдулбекова. 
Воспитанник ЦОР при ШВСМ им. Али Алиева. Первую серьёзную победу одержал на молодёжном Первенстве СССР в 1975 году, заняв 1 место в в/к 52 кг. 
В 1977 году в в/к 57 кг выступил на взрослом Чемпионате СССР и вошёл в шестёрку лучших, а также стал Победителем Международного турнира в Болгарии на призы А. Медведя. 
Член Сборной команды СССР по вольной борьбе с 1978 по 1982 г.г. Завершил карьеру в 1982 г.
В 1980 году окончил Дагестанский сельскохозяйственный институт по специальности инженер-зоотехник.  
С 1995 года занимается предпринимательской деятельностью. Руководил Махачкалинской щерстеперерабатывающей фабрикой.
С 1999 по 2006 г.г - Депутат Народного Собрания Республики Дагестан 2 и 3 созыва.
Награждён Почётной Грамотой Президиума Верховного Совета ДАССР, орденом Знак Почёта и рядом наград. 
Заслуженный мастер спорта СССР, Мастер спорта международного класса. 

## Достижения
- Серебряный призёр чемпионата мира (1978. Толидо США).[1]
- Чемпион Мира 1994 среди ветеранов (1992. Рим)
- Чемпион Европы (1978. София)[2], (1981. Лодзь)[3]
- Чемпион СССР (1978. Минск, 1979. Москва).
- Чемпион СССР среди молодёжи (1975. Брянск).
- Обладатель Кубка Мира (1978. Толидо США).
- Чемпион РСФСР (1976. Орджоникидзе).
- Чемпион РСФСР (1979. Кириши).
- Серебряный призёр чемпионата СССР (1980. Москва).
- Бронзовый призёр чемпионата СССР (1981. Улан-Удэ).
- Многократный Чемпион Дагестанской АССР.
- Многократный Чемпион Северного Кавказа.
- Чемпион Международных турниров в Тбилиси (1978, 1981, 1982)
- Чемпион Международного турнира в Болгарии на призы А. Медведя (1977)

## Признание
Именем Бузая Ибрагимова названа ДЮСШ олимпийского резерва в городе Махачкала .